# Fürstenfeld (huyện)
Bezirk Fürstenfeld là một huyện của bang Styria ở Áo.

## Các đô thị
Các thị xã (Städte) bằng chữ đậm; các phố thị (Marktgemeinden) bằng chữ xiên, các khu ngoại ô, làng và các đơn vị khác của một đô thị được hiển thị bằngchữ nhỏ.
- Altenmarkt bei Fürstenfeld
  - Speltenbach, Stadtbergen
- Bad Blumau
  - Bierbaum an der Safen, Jobst, Kleinsteinbach, Lindegg, Loimeth, Schwarzmannshofen, Speilbrunn
- Burgau
- Fürstenfeld
- Großsteinbach
  - Großhartmannsdorf, Kroisbach an der Feistritz
- Großwilfersdorf
  - Hainfeld bei Fürstenfeld, Herrnberg, Maierhofbergen, Maierhofen, Radersdorf
- Hainersdorf
  - Obgrün, Riegersdorf
- Ilz
  - Buchberg bei Ilz, Dambach, Dörfl, Kalsdorf bei Ilz, Kleegraben, Leithen, Neudorf bei Ilz, Reigersberg
- Loipersdorf bei Fürstenfeld
  - Dietersdorf bei Fürstenfeld, Gillersdorf
- Nestelbach im Ilztal
  - Eichberg bei Hartmannsdorf, Hochenegg, Mutzenfeld, Nestelberg
- Ottendorf an der Rittschein
  - Breitenbach, Walkersdorf, Ziegenberg
- Söchau
  - Aschbach bei Fürstenfeld, Kohlgraben, Ruppersdorf, Tautendorf bei Fürstenfeld
- Stein
- Übersbach
  - Ebersdorf, Hartl bei Fürstenfeld, Rittschein